# Liste der Bodendenkmale in Pennigsehl
In der Liste der Bodendenkmale in Pennigsehl sind die Bodendenkmale der niedersächsischen Gemeinde Pennigsehl aufgeführt. Die Quelle ist der Denkmalatlas Niedersachsen. 

Pennigsehl im Landkreis Nienburg

Der Stand der Liste ist der 16. Januar 2025.

## Allgemein
In den Spalten finden sich folgende Informationen des Bodendenkmales:
| Lage         | geographische Koordinaten                                                           |
| Bezeichnung  | Bezeichnung lt. Denkmalatlas                                                        |
| Beschreibung | Beschreibung lt. Denkmalatlas                                                       |
| ID           | Objekt-ID                                                                           |
| Bild         | Bild, ggf. zusätzlich mit Link zu weiteren Fotos im Medienarchiv Wikimedia Commons. |

## Hesterberg
| Lage                        | Bezeichnung              | Beschreibung | ID       | Bild |
| --------------------------- | ------------------------ | --- | -------- | ---- |
| 52° 38′ 39″ N, 8° 59′ 44″ O | Hesterberg 8, Grabhügel  | Durchmesser ca. 21 m und Höhe ca. 1,1 m, in der Mitte ein alter Kopfstich. Am Rande durch Sandabfuhr beschädigt.                                                     | 36736750 | BW   |
| 52° 38′ 30″ N, 8° 59′ 52″ O | Hesterberg 9, Grabhügel  | Durchmesser ca. 15 m und Höhe ca. 0,8 m, Kuppe verflacht, alte Eingrabung.                                                                                           | 36736767 | BW   |
| 52° 39′ 3″ N, 8° 59′ 34″ O  | Hesterberg 26, Grabhügel | Durchmesser ca. 11 m und Höhe ca. 0,5 m, in der Mitte eingesenkt. | 38178441 | BW   |
| 52° 39′ 3″ N, 8° 59′ 31″ O  | Hesterberg 27, Grabhügel | Durchmesser ca. 13 m und Höhe ca. 0,5 m, stark verflacht. | 38178485 | BW   |
| 52° 37′ 23″ N, 9° 1′ 49″ O  | Hesterberg 39, Grabhügel | Durchmesser ca. 10 m und Höhe ca. 0,4 m, stark verflacht, Oberfläche stark unregelmäßig. Ränder gehen nahezu fließend über. Im nordwestlichen Bereich eine Fahrspur. | 49894317 | BW   |
| 52° 37′ 29″ N, 9° 1′ 52″ O  | Hesterberg 40, Grabhügel | Durchmesser ca. 10 m und Höhe ca. 0,5 m, Kuppe leicht gewölbt, Ränder gut abgesetzt. Im Nordosten durch frische Fahrspur gestört.                                    | 49894365 | BW   |